# Còsroes III
Còsroes III (629) fou un rei sassànida en lluita contra altres pretendents, que va governar breument al Khorasan durant el regnat del general mihrànida Sarbar que va agafar control de l'Imperi Sassànida després d'haver assetjat Ctesifont. Era un nebot de Còsroes II. Després d'u regnat curt, Còsroes fou assassinat pel governador de la província.